# Antike Duellum
Antike Duellum è un gioco in stile tedesco di Mac Gerdts adattando e modificando opportunamente il suo Antike, di cui originariamente costituiva un'espansione sotto il nome di Casus Belli. Il gioco è stato pubblicato nel 2012 dall'editore tedesco PD-Verlag.

## Ambientazione
I giocatori si sfidano in una guerra tra Romani contro Cartaginesi oppure Greci contro Persiani con lo scopo di ottenere punti vittoria attraverso il conseguimento di piccoli obiettivi a medio termine quali la costruzione di templi e la distruzione di quelli nemici, il controllo delle città e dei mari e lo sblocco di alcune abilità durante il gioco.

## Descrizione

### Plancia
Il tabellone di gioco ha due facce fronte-retro: da un lato la mappa per le guerre puniche con la penisola italica e parte del nord Africa, dall'altra quella per le guerre persiane con la Grecia e parte dell'attuale Turchia. Scelta la mappa si dispongono le città iniziali, si spartiscono le prime risorse e si preparano le prime unità da porre in gioco. Man mano che la partita avanza si fonderanno altre città e si formeranno eserciti sempre più consistenti nel tentativo di sopraffare l'avversario al fine di totalizzare i 9 punti vittoria necessari per proclamarsi vincitore.

### Azioni
In alto a sinistra della plancia una rondella divisa in 8 fette raccoglie le 6 azioni possibili. Durante il proprio turno i giocatori devono scegliere un'azione muovendo in senso orario la propria pedina sulle diverse fette della rondella: tale movimento è gratuito se la pedina muove fino a tre passi, mentre è previsto un costo di 1 risorsa qualsiasi per ogni passo successivo. Le azioni possibili vanno dalla raccolta delle risorse (marmo, ferro e oro) alla costruzione di templi e fortificazioni, dalla produzione di unità allo sviluppo di diverse abilità.
Aurum, Ferrum e MarmorIl giocatore raccoglie una risorsa di oro, ferro o marmo (a seconda dell'azione) per ogni sua città che produce la risorsa relativa e una moneta (impiegabile come risorsa "jolly").
MilitiaDurante questa fase si possono introdurre nel proprio box (in cui sono raccolte le unità pronte per essere piazzate) armate e navi rispettivamente per una e due risorse d'oro. Le unità presenti all'inizio del turno nel box possono essere posizionate sulla mappa al costo di due risorse di ferro l'una sulle proprie città.
ScientiaQuesta azione permette di spendere risorse oro per sbloccare alcune abilità, come il doppio movimento per armate e navi, la possibilità di scambiare tre risorse per due a propria scelta, ottenere una risorsa aggiuntiva durante le fasi Aurum, Ferrum e Marmor, ecc...
TemplumSi possono costruire templi in città che ne sono sprovviste al costo di 6 risorse di marmo ed è possibile inoltre fortificare le città al costo di una risorsa di marmo: i templi triplicano la capacità produttiva e le difese della città in cui sono posti mentre le fortificazioni aumentano di un'unità la difesa della città.
DuellumLe unità si spostano di una regione alla volta, tuttavia le armate non possono essere convogliate. Le unità nemiche nella stessa regione si distruggono l'un l'altra in rapporto 1:1 e tornano nel box senza dover essere ricomprate attraverso risorse d'oro. La conquista di una città avviene nel momento in cui le unità sono in numero pari o superiore alla capacità difensiva della città stessa.

## Premi e riconoscimenti
- 2013
  - International Gamers Award: gioco nominato nella categoria General Strategy: Two-players;
  - BoardGameGeek Golden Geek: gioco nominato nella categoria Best 2-Player Board Game;